# Lucky Man/From the Beginning
Lucky Man/From the Beginning è un singolo del gruppo progressive rock inglese Emerson, Lake & Palmer, pubblicato dalla Atlantic - serie Atlantic Oldies Series (catalogo OS-13153) nel 2022.

## I brani

### Lucky Man
Lucky Man, presente sul lato A del disco, è il brano estratto dal loro album di debutto (Island, ILPS-9132) di 52 anni fa e pubblicato anche come lato A del singolo Lucky Man/Knife-Edge (Cotillion, 45-44106).

### From the Beginning
From the Beginning, presente sul lato B del disco, è il brano estratto dall'album Trilogy (Island, ILPS-9186) di 50 anni fa e pubblicato anche come lato A del singolo From the Beginning/Living Sin (Cotillion, 45-44158); addirittura la versione sul singolo, rispetto a quella dell'album, presenta durata più ridotta.

## Tracce
Testi e musiche di Greg Lake.
1. Lucky Man – 4:36 (edizioni musicali E.G. Music)
2. From the Beginning (versione singola) – 3:48 (edizioni musicali Manticore Music)

## Formazione
- Keith Emerson – moog
- Greg Lake – basso, chitarre, voce
- Carl Palmer – batteria, percussioni